# ويس جونز
ويس جونز (بالإنجليزية: Wes Jones)‏ هو مهندس معماري أمريكي، ولد في 27 يناير 1958.